# Smog

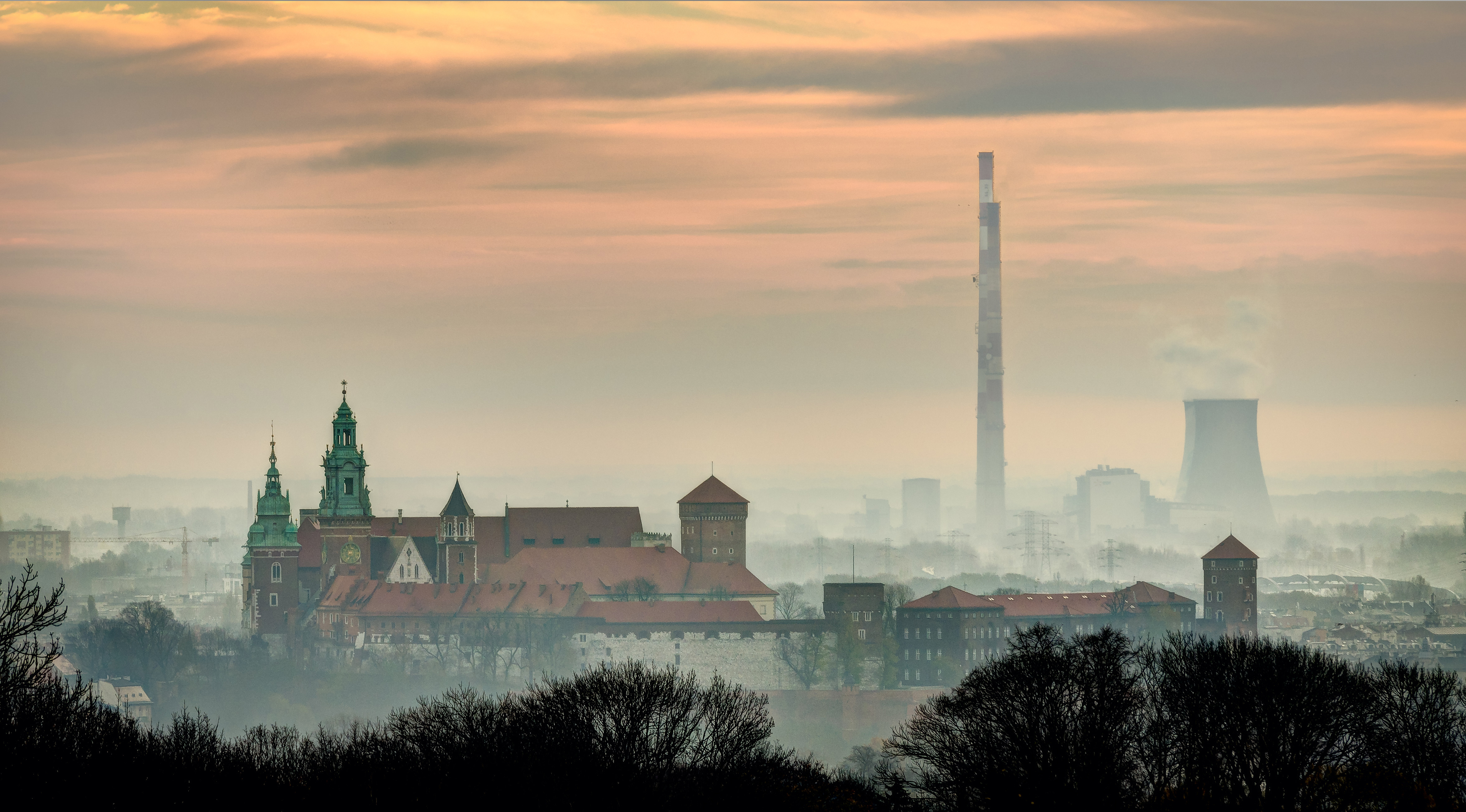
Widok na krakowski Wawel przed wschodem słońca (w tle Elektrociepłownia Kraków)

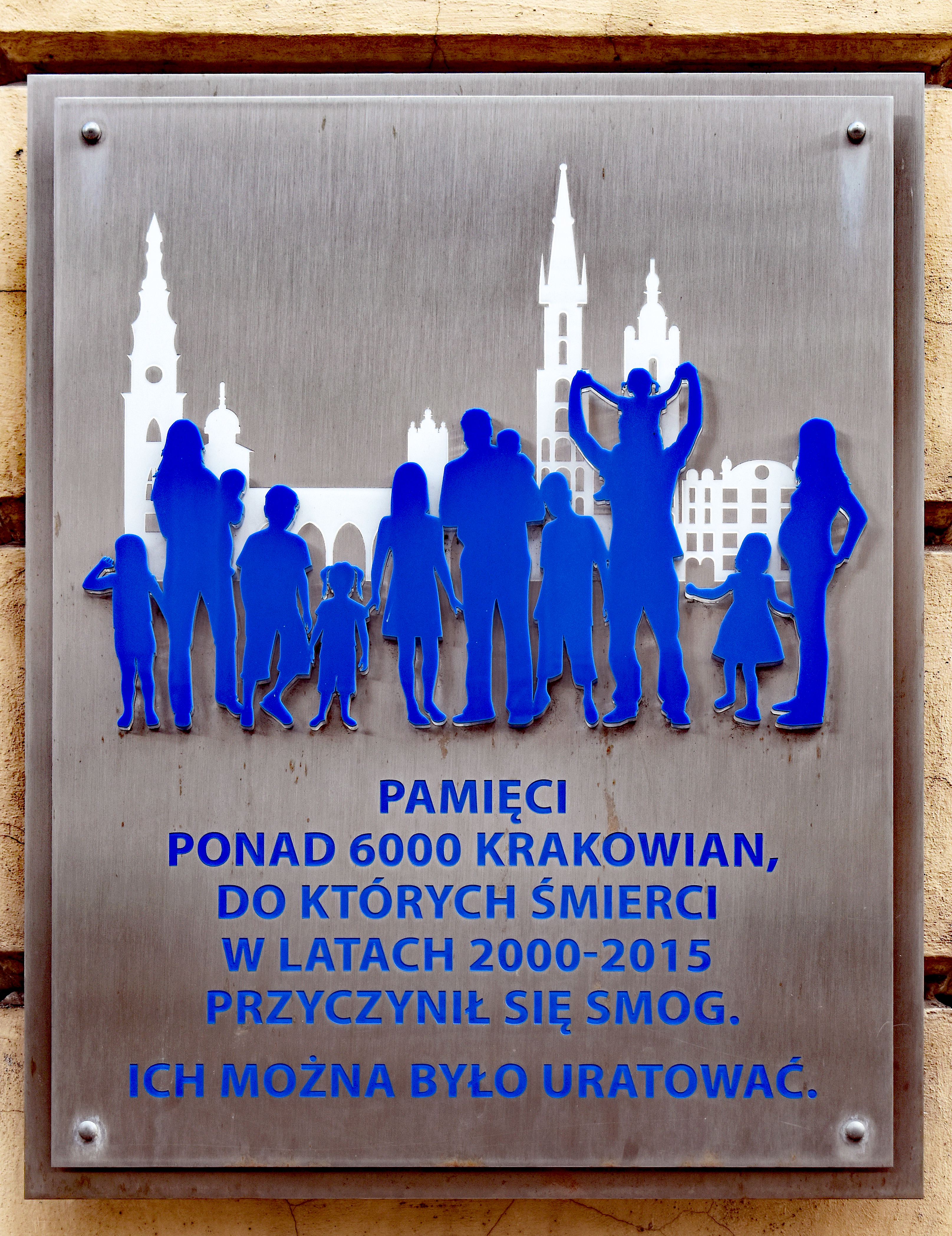
Tablica upamiętniająca ofiary krakowskiego smogu.
Kraków ul. Sławkowska 27

Smog – każda kombinacja zanieczyszczeń powietrza, którymi, zgodnie z definicją Światowej Organizacji Zdrowia, są wszystkie chemiczne, fizyczne lub biologiczne czynniki zmieniające naturalny skład atmosfery. Najczęściej występujące zanieczyszczenia to pyły zawieszone zawierające różne związki chemiczne, w tym szczególnie szkodliwe kancerogenne wielopierścieniowe węglowodory aromatyczne (WWA) i metale ciężkie, oraz gazy: tlenki azotu, dwutlenek siarki, ozon i tlenek węgla. Dawniej smog definiowano węziej, jako zjawisko atmosferyczne powstałe w wyniku wymieszania się mgły z dymem i gazami będącymi produktami spalania.

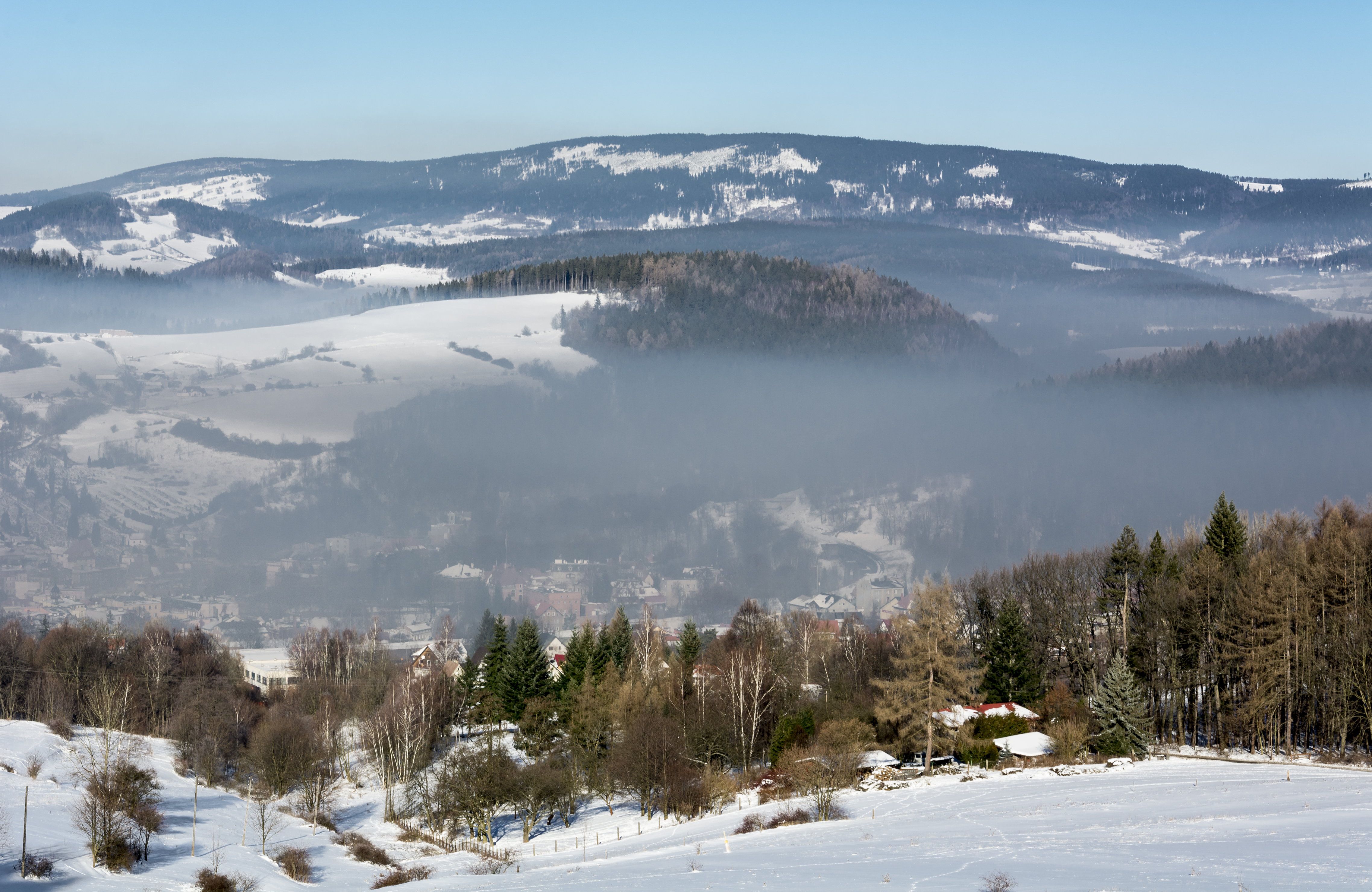
Smog nad Nową Rudą

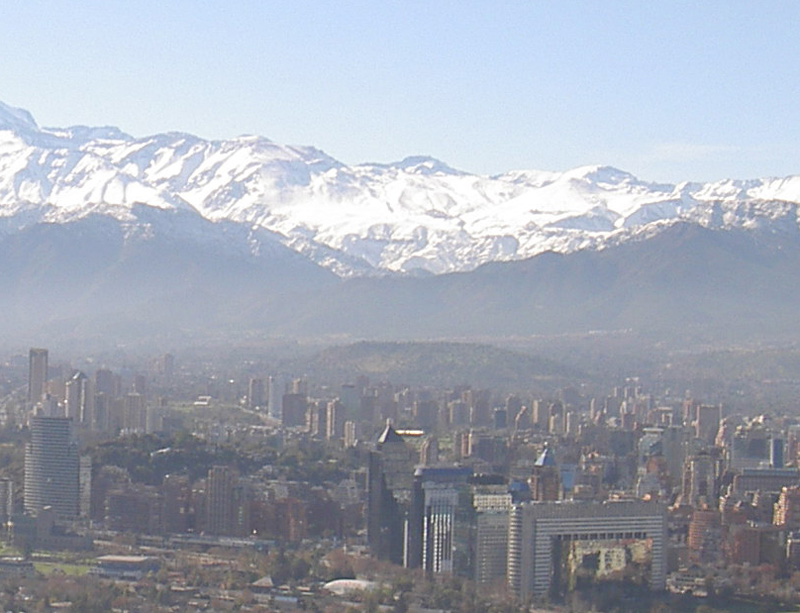
Santiago godzinę po deszczu

Wyraz „smog” stanowi połączenie ang. słów smoke (dym) i fog (mgła). Termin ten został użyty po raz pierwszy w Wielkiej Brytanii prawdopodobnie w 1905 r. W języku polskim na określenie tego zjawiska stosowano przez pewien czas odpowiednik „dymgła”, utworzony na wzór terminu angielskiego.

## Efekty zdrowotne
Wchodzące w skład smogu związki chemiczne, pyły i znaczna wilgotność stanowią zagrożenie dla zdrowia człowieka. Są czynnikami alergizującymi i mogą wywołać astmę oraz jej napady, a także powodować zaostrzenie przewlekłego zapalenia oskrzeli, niewydolność oddechową lub paraliż układu krwionośnego. Smog powoduje także zmniejszenie masy urodzeniowej noworodka, zwiększa zapadalność na nowotwory oraz przewlekłą obturacyjną chorobę płuc (POChP), jak i zwiększa prawdopodobieństwo wystąpienia astmy u dzieci. W wyniku badań stwierdzono, że 15% wszystkich epizodów objawów astmy można przypisać zanieczyszczeniu powietrza. Związek następuje także w przypadku chorób niedokrwiennych serca u osób starszych. Badania przeprowadzano w miejscach w pobliżu ruchliwych dróg ze znacznym natężeniem ruchu. Zamieszkanie w miejscach z natężeniem ruchu powyżej 10 tys. pojazdów dziennie uznano za wyznacznik długotrwałej ekspozycji na zanieczyszczenia związane z ruchem drogowym.
Zgodnie z wynikami badań ESCAPE w przypadku drobnych zanieczyszczeń (do średnicy 2,5 mikrometra – PM2,5) każdy wzrost gęstości pyłu o 5 µg/m3 na metr sześcienny powoduje wzrost ryzyka śmierci z przyczyn naturalnych aż o 7%.
W 2019 roku w ogólnopolskim badaniu prowadzonym przez zespół dr. Wojciecha Feleszko z Warszawskiego Uniwersytetu Medycznego wykazano, że dzieci zamieszkujące rejony z wysokim stężeniem pyłów PM10 i PM2,5 o 50% częściej odczuwały objawy chorobowe z dróg oddechowych (kaszel, katar, kichanie) oraz miały znacząco większe problemy ze snem i koncentracją. Według przeprowadzonych w Polsce badań wzrost stężenie PM10 o 10 µg/m³ wiązał się z 16% wzrostem ilości hospitalizacji z powodu ostrych zespołów wieńcowych. Natomiast wzrost stężenia PM2,5 10 µg/m³ powodował 7% wzrost śmiertelności z przyczyny sercowo-naczyniowych w populacji mężczyzn..
Oddychanie przez kobietę ciężarną powietrzem zanieczyszczonym PM2,5 koreluje się także z występowaniem u dziecka spektrum autyzmu.

W 2013 roku WHO zaliczyła pyły zawieszone do kancerogenów, uznając, że mają one zauważalny i dobrze udowodniony wpływ na zwiększenie zachorowalności na raka płuc. Według szacunków WHO w objętym badaniami 2010 roku z powodu raka płuc spowodowanego zanieczyszczeniem powietrza zmarło na świecie 230 tys. osób. 

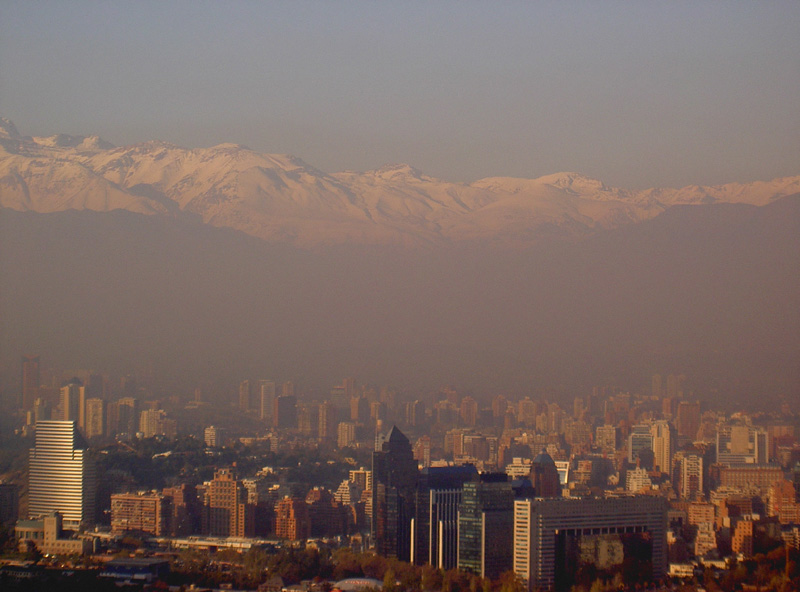
Santiago 30 godzin po deszczu

Smog kwaśny poraża oskrzela, drogi oddechowe, układ krążenia. Organizacja Health and Environment Alliance oszacowała koszty zewnętrzne zanieczyszczenia powietrza wskutek spalania węgla w elektrowniach węglowych w Polsce w przedziale 12–34 mld zł rocznie, na co składa się 3500 przedwczesnych zgonów, 1600 przypadków przewlekłego zapalenia oskrzeli, 1000 nowych hospitalizacji oraz 800 000 utraconych dni pracy rocznie.
W trakcie trwającego pięć dni wielkiego smogu londyńskiego w wyniku komplikacji oddechowych zmarło ponad cztery tysiące osób (w sumie w efekcie działania wielkiego smogu londyńskiego zmarło około dwunastu tysięcy osób).

## Rodzaje smogu
Ze względu na miejsce i warunki powstawania oraz skład chemiczny wyróżnia się dwa rodzaje tego zjawiska:
- Smog londyński, powstający w okresie chłodnym w wyniku niepełnego spalania paliw do ogrzewania[20]. W jego skład wchodzą: dwutlenek siarki, tlenki azotu, tlenki węgla, sadza oraz trudno opadające pyły[21]. Występuje głównie w miesiącach od listopada do stycznia podczas inwersji temperatur w umiarkowanej strefie klimatycznej.
- Smog typu Los Angeles (smog fotochemiczny, ozon troposferyczny) – powstający ze spalin samochodowych[20]. Tworzy się przede wszystkim w miesiącach letnich, w strefach subtropikalnych. Składa się on z tlenków węgla, tlenków azotu i węglowodorów. Związki te ulegają później reakcjom fotochemicznym, w wyniku których powstają azotan nadtlenku acetylu, aldehydy oraz ozon.

## Smog w Polsce

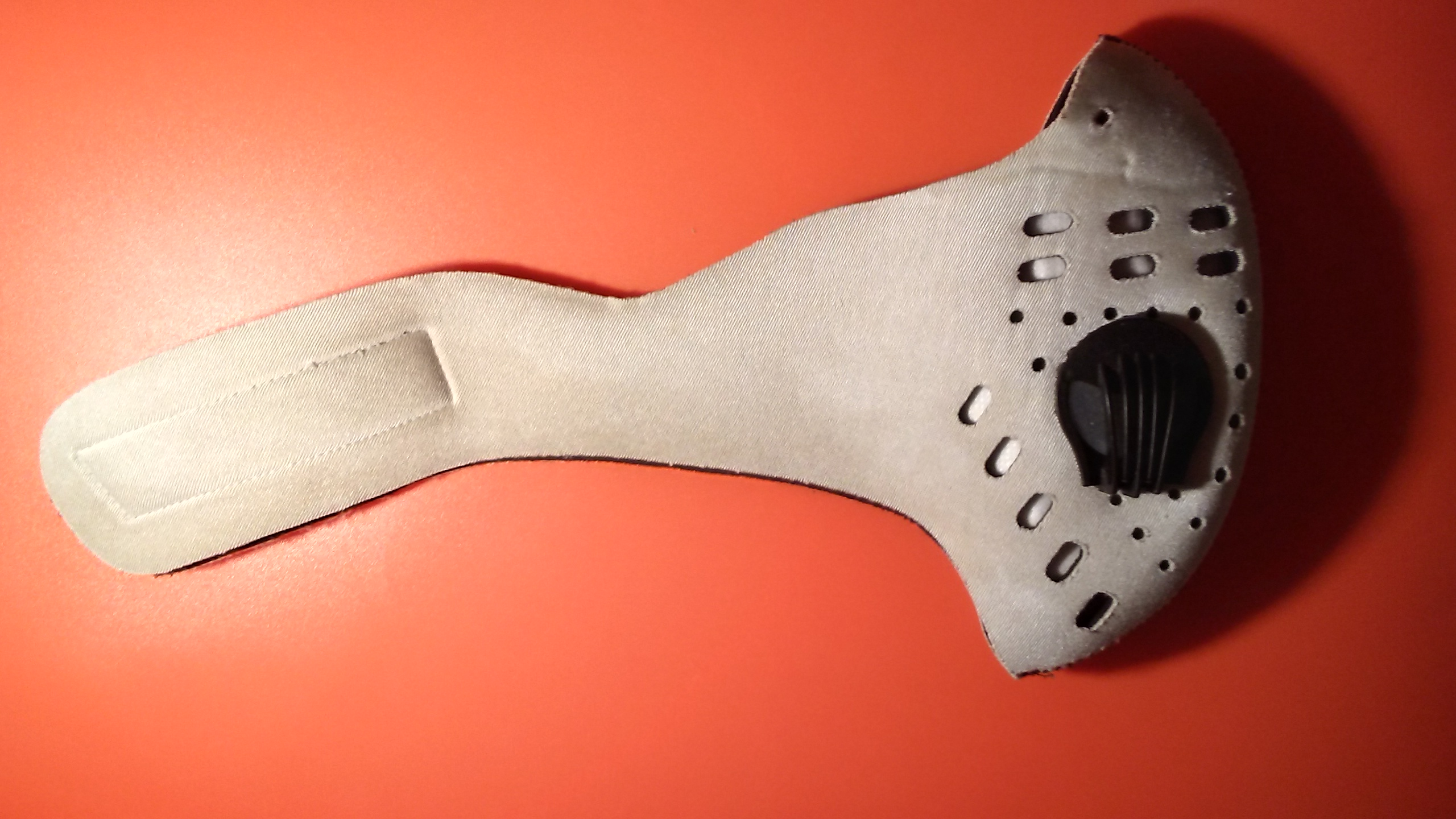
Maska antysmogowa wielokrotnego użytku z wymiennym filtrem

Jakość powietrza w Polsce należy do najgorszych w Unii Europejskiej. Według Światowej Organizacji Zdrowia (WHO) 36 z 50 miast w Unii Europejskiej o największym stężeniu pyłu PM2,5 znajduje się w Polsce. Najbardziej zanieczyszczonymi miastami w Polsce są kolejno: Opoczno, Żywiec, Rybnik, Pszczyna. W większości tych miejscowości smog powodowany jest tak zwaną niską emisją (znaczne nagromadzenie emitorów o wysokości do 40 metrów nad poziom gruntu, w miejscach o dużej gęstości zabudowy, na małej powierzchni). Smog w Polsce to zwykle smog typu londyńskiego i występuje głównie w zimowym sezonie grzewczym, jednak w dużych miastach tworzy się również smog typu Los Angeles.
W styczniu 2017 w południowej Polsce wystąpiło rekordowo wysokie zanieczyszczenie powietrza. Normy pyłów PM10 i PM2,5 zostały przekroczone nawet o ponad 3000%. Według Głównego Inspektoratu Ochrony Środowiska poziomy alarmowe (300 mikrogramów na metr sześcienny, kiedy to samorządy powinny podjąć specjalne działania doraźne) przekroczone zostały w Radomsku, Rybniku, Żywcu, Zabrzu, Częstochowie i Wodzisławiu Śląskim. Z kolei w Warszawie stężenie pyłu PM10 przekroczyło 200 mikrogramów na metr sześcienny.
Z raportu Ministerstwa Przedsiębiorczości i Technologii wynika, że w 2016 w Polsce z powodu smogu życie przedwcześnie straciło prawie 19 tys. osób., co oznacza, że łącznie utraciły one prawie 440 tys. lat życia.
Z corocznych raportów Europejskiej Agencji Środowiska wynika, że roczna liczba przedwczesnych zgonów w Polsce z powodu obecności w powietrzu pyłu PM2,5, dwutlenku azotu i ozonu w ostatnich latach wynosi łącznie między 45 tys. a 50 tys.
Smog prowadzi także do zanieczyszczenia gleby, w tym ziemi uprawnej. Badania tzw. chemizmu gleb ornych wykazały wzrost stężenia rakotwórczych wielopierścieniowych węglowodorów aromatycznych (WWA) na gruntach wykorzystywanych pod uprawę roślin. Na przykład w Zakliczynie odnotowano stężenie WWA na poziomie 1498,7 μg/kg, co klasyfikuje je jako „gleby zanieczyszczone” (3° zanieczyszczenia). Uprawa roślin na takim gruncie „stwarza pewne niebezpieczeństwo ich skażenia przez WWA”. Grunt zanieczyszczone na poziomie 3° zgodnie z wytycznymi WIOŚ zaleca się „nie przeznaczać nawet na użytki zielone (wypas zwierząt)”. Zanieczyszczenie gleby skutkuje nie tylko skażeniem roślin, ale także produktów pochodzenia zwierzęcego – w 2016 podczas badań prowadzonych przez Politechnikę Krakowską wykazały wysokie stężenia silnie toksycznych dioksyn w jajach z wolnego wybiegu produkowanych w Małopolsce.

### Przyczyny smogu w Polsce
Zanieczyszczenia tworzące smog mają wiele źródeł, jednak większość z nich powstaje w różnego rodzaju procesach spalania. Są one częścią tzw. niskiej emisji, czyli emisji zanieczyszczeń na wysokości do 40 m.
Największy problem stanowią instalacje grzewcze, ogrzewające domy jednorodzinne i wielorodzinne kamienice. Spora część z nich to tzw. kopciuchy, czyli kotły niskiej klasy. Ponadto częstą praktyką w polskich domach jest nie tylko korzystanie z kiepskiej jakości paliwa, ale również spalanie odpadów komunalnych w prywatnych piecach. Według danych Głównego Urzędu Statystycznego w 2015 r. w Polsce procesy spalania poza przemysłem były głównym źródłem emisji tlenku węgla, pyłów i niemetanowych lotnych związków organicznych oraz były odpowiedzialne za emisję ponad 87% wielopierścieniowych węglowodorów aromatycznych. Sytuacja wygląda podobnie w przypadku metali ciężkich.
Niezależnie od rodzaju emitowanego zanieczyszczenia, wśród wszystkich badanych procesów spalania poza przemysłem, głównym źródłem okazywały się właśnie gospodarstwa domowe.
Równie istotne źródła smogu to m.in. transport drogowy, procesy spalania poza przemysłem i procesy spalania w sektorze energetycznym.
Udział poszczególnych kategorii źródeł smogu w Polsce w łącznym ryzyku przedwczesnego zgonu z powodu zanieczyszczeń powietrza wynosi odpowiednio: ogrzewanie indywidualne – 52%, transport – 16%, przemysł – 13%, energetyka – 7%, rolnictwo – 6%, inne – 6%.

### Kontrola jakości powietrza
Główny składnik smogu stanowią aerozole atmosferyczne, znane również jako pyły zawieszone. Na podstawie ich ilości określana jest aktualna jakość powietrza.
Każdy mieszkaniec Polski ma możliwość sprawdzenia aktualnego poziomu zanieczyszczenia powietrza na co najmniej dwa sposoby:
- za pomocą mapy zanieczyszczeń,
- za pomocą miernika jakości powietrza.

Mapy zanieczyszczeń zbierają dane ze stacji pomiarowych i w obrazowy sposób przedstawiają jakość powietrza na terenie całego kraju lub obszaru, np. Europy. W Polsce oficjalnym portalem tego typu jest witryna Głównego Inspektoratu Ochrony Środowiska, ale funkcjonuje też wiele innych serwisów podających dane o jakości powietrza.
Domowe mierniki jakości powietrza służą do precyzyjnego pomiaru ilości pyłów zawieszonych wewnątrz budynku. Niektóre z nich przystosowane są do zamontowania od zewnętrznej strony na ściany budynku, inne przeznaczone są wyłącznie do pomiarów wewnętrznych. Większość z nich mierzy również inne parametry, takie jak LZO lub temperatura.

### Przeciwdziałanie
Po latach nacisku na władze samorządowe i centralne ze strony aktywistów społecznych i ekspertów rozpoczęto zmiany w prawie celem poprawy stanu powietrza. Pierwszym historycznym aktem prawnym była uchwała Sejmiku Województwa Małopolskiego z 2016 r. całkowicie wykluczająca stosowanie w Krakowie paliw stałych w małych instalacjach grzewczych od września 2019 r. W jej wyniku stan powietrza w Krakowie znacząco się poprawił. W 2017 r. ten sam sejmik podjął uchwałę dla województwa małopolskiego (z wyłączeniem Krakowa), która nakazywała stopniową eliminację prymitywnych palenisk węglowych oraz eliminowała stosowania najgorszych paliw węglowych i mokrego drewna. W ślad za województwem małopolskim poszło 13 innych województw gdzie podjęto podobne uchwały. W latach 2017 i 2018 ukazały się rozporządzenia odpowiednich ministrów: a) – dopuszczające do obrotu i użytkowania tylko kotły zgodne z tzw. klasą 5, czyli nowoczesne, ograniczające emisję zanieczyszczeń, oraz b) – ustalające minimalne normy jakościowe dla paliw stałych. Od 2019 r. działa ogólnokrajowy program „Czyste Powietrze” w ramach którego udzielane są dotacje na wymianę źródeł ciepła oraz docieplanie budynków. Do roku 2022 łączna wartość dotacji wyniosła ok. 3,2 mld zł, co jest kwotą dalece niewystarczającą.